# TV 홋카이도
TV 홋카이도는 1989년 10월 1일 홋카이도에서 5번째로 개국한 민영방송국이자 5번째로 개국한 TV 도쿄계열 방송국이다. 약칭은 TVh, 콜사인은 JOHI-DTV이다.

## 개요
- 회사주주로 니혼케이자이 신문, 건축회사 이토구미 토건, 홋카이도 신문, TV 도쿄 외에도 TVQ 규슈 방송, 주니치 신문, 아사히 신문, 요미우리 신문 도쿄 본사, 후지 TV의 지주회사 후지·미디어·홀딩스, 홋카이도 전력 등이 주주로 있다.
- 홋카이도 지역 4개 민영 방송사인 삿포로 TV 방송, 홋카이도 방송, 홋카이도 분카 방송, 홋카이도 TV 방송은 홋카이도 전역에서 지상파로 시청이 가능했으나 TV 홋카이도는 경영난 및 디지털 TV방송 전환 등을 이유로 1999년을 끝으로 아날로그 중계국 설치를 중단하였고 이 때문에 아바시리 지청, 도카치 지청, 구시로 지청 관내 지역에서는 지상파 텔레비전을 통한 방송 시청이 불가능했다.
- 아날로그 방송 종료 이후 국가예산을 지원받아 구시로, 아바시리, 기타미 지역에 디지털TV 송신소 및 중계국을 설치 하였으나 혼베쓰정에는 중계국을 설치하지 않았다.
- 1991년 9월 21일 아사히카와 송신소 개국 당시 아사히카와 지역에만「아사히카와 송신소 방송 개시 인사」라는 5분짜리 프로그램이 방송되었다.[1]
- 개국 이래 7시 시보, 10시 시보, 정오 시보, 오후 6시 시보 등을 내보내고 있었지만 지상파 디지털 방송을 위해 시보를 폐지했다.

## 연혁
- 1985년 6월 - 삿포로 상공 회의소 부회장이 우정대신에게 텔레비전 주파수 할당을 요구한다.
- 1986년 2월 - 삿포로 지역에 텔레비전 주파수(30kW 채널 17ch) 할당.
- 1988년 6월 - 회사설립.
- 1989년 10월 1일 - 삿포로 송신소 개국.텔레비전 본방송을 개시(동시에TXN에 가맹).
- 1991년 9월 21일 - 아사히카와 송신소 개국.
- 1993년 2월 19일 - 무로란 송신소 개국.
- 1993년 11월 18일 - 하코다테 송신소 개국.
- 1994년 10월 - 개국 5주년.
- 1999년 10월 - 개국 10주년
- 2006년 6월 1일 - 삿포로 지역에서 지상파 디지털 텔레비전 방송 개시.
- 2007년 10월 1일 - 하코다테·아사히카와·무로란 지역 지상파 디지털 텔레비전 방송 개시.
- 2011년 7월 24일 - 아날로그 TV방송 종료
- 2011년 8월 26일 - 쿠시로 송신소 개국.
- 2011년 11월 7일 - 오비히로 송신소 개국.
- 2011년 11월 11일 - 아바시리 송신소, 키타미 중계국 개국.
- 2014년 10월 1일 - 개국 25 주년.

## 편성의 특징
개국 초기에는 다른 도내 민방 국뿐만 아니라 자체 제작 프로그램도 적극적으로 제작 · 방송하고 있었지만, 그 비율은 해마다 축소하고 있다. 현재 자체 제작 프로그램은 30분 미만의 방송 범위가 중심이 되어, 도쿄 등 계열 방송국 제작 프로그램의 인터넷 접수가 대부분을 차지하고 있다.
홋카이도의 독립 국계 애니메이션 프로그램의 접시적인 역할을 담당하는 방송국의 하나였던 것이 현재는 대폭 축소되고, 1쿨 정도의 작품 1 - 2 개 가량이 방송되는 정도이다.
그러나 동일본 대지진 발생 이후 한동안 날씨 카메라의 영상을 배경으로 '동일본 대지진 TXN 재해 모금'공지 사항 시세를 오프닝 영상에 들어가기 직전까지 항상 표시했다 (BGM 없음). 또한 이러한 경우에는 색상 막대로 대체하지 않고 필러 종료 후 즉시 오프닝 영상을 방송했다.
보도 취재 크로스 텔레비전 (프로그램 제작 프로덕션 본사 : 도쿄)가 협력하고 있다.

## 스튜디오
- 제 1 스튜디오 (65 평) 'Do! 로컬 ""포 미닛 "등
- 뉴스 스튜디오 (17 평) : "TVh 道新 뉴스" 중계 처리 등의 마스터 서브
- 뉴스 스튜디오의 후방 유리 너머로 마스터(주 조정)실이 있다.

## 홋카이도에 있는 다른 텔레비전·라디오 방송국

### 일본 방송 협회
- NHK 삿포로 방송국(홋카이도 지역 거점 방송국)
- NHK 하코다테 방송국
- NHK 아사히카와 방송국
- NHK 무로란 방송국
- NHK 기타미 방송국
- NHK 오비히로 방송국
- NHK 구시로 방송국

### 지역 민영 방송국
- 삿포로 TV 방송(STV)(TV는 니혼 TV 계열, 라디오는 NRN 계열이며 라디오 부문은 현재 분사화하여 STV라디오로 불림)
- 홋카이도 방송(HBC)(TV는 도쿄 방송 계열, 라디오는 JRN·NRN계열)
- 홋카이도 분카 방송(uhb)(후지 TV 계열)
- 홋카이도 TV 방송(HTB)(TV 아사히 계열)
- FM홋카이도(JAPAN FM NETWORK 계열)
- FM노스웨이브(JAPAN FM LEAGUE 계열)